# Dolní mušovský luh
Dolní mušovský luh je přírodní památka poblíž obce Ivaň v okrese Brno-venkov. Důvodem ochrany je ochrana posledních zbytků lužních lesů na jižní Moravě. Jedná se o lužní porost na soutoku řeky Jihlavy a Svratky s bohatou avifaunou.